# Zila de Nimar
La zila de Nimar fou una divisió administrativa de l'estat d'Indore al nord i sud del riu Narmada amb una superfície de 10.026 km² i una població el 1891 de 299.160 habitants i el 1901 de 257.110. La capital era Khargon (7.624 habitants el 1910), i les ciutats principals Maheshwar i Barwaha. Tenia 1.065 pobles. Hi havia nombrosa població tribal, bhils, gonds, kols i korkus.
El territori fou històricament el prant de Nimar, una regió de la vall del Narmada; al segle iii la part nord era possessió dels haihayes amb capital a Mahismati (Maheswar); al segle ix els paramares de Malwa van dominar la zona i van deixar nombrosos temples jainistes i d'altres, avui quasi tots en ruïnes, a Un, Harsud, Singhana i Deola.
Els musulmans sota Ala al-Din Muhammad Shah I Khalji (1296-1316) van aparèixer al final del segle XIII i durant el segle XIV va estar més o menys subjecte al sultanat de Delhi però després de la invasió de Tamerlà els sultans de Malwa (capital Mandu) van agafar el control (1401). El 1531 va caure en mans dels sultans de Gujarat i en mans d'Humayun el 1534. Després del parèntesi de la dinastia Suri, Akbar va recuperar Malwa i Nimar el 1562 i fou inclosa a la suba de Malwa tot i que topogràficament no n'era part, format per tres sarkars: Bijagarh, Hindia i Mandu; Nimar formava part quasi exclusivament del sarkar de Bijagarh amb capital a Jalalabad, al peu de la fortalesa de Bijagarh (de la qual encara es conserven les ruïnes i que havia estat construït per un cap gauli de nom Bija al segle XIII).
Sota Aurangzeb bona part de Nimar fou inclosa a la suba d'Aurangabad. D'aquesta època hi ha nombroses mesquites, palaus i tombes mig en ruïnes o cobertes de jungla. Al final del segle XVII els marathes van arribar a la regió i van devastar fins a Dharampun el 1690, però la sobirania maratha no es va establir fermament fins a una sèrie de tractats entre 1740 i 1755.
Sota els marathes, el territori que era pròsper, va entrar en decadència i els bhils hi van fer diverses incursions sense que els oficials marathes poguessin evitar-ho. Entre 1764 i 1788 el territori fou cedit als Holkar, als Sindhia i als Ponwars de Dhar. Entre 1800 i 1818 fou assolat pels exèrcits dels caps marathes i pels pindaris. Per un acord amb Gwalior el 1823, la part de Nimar que pertanyia a Sindhia va ser cedit als britànics, en un intent de redreçar la decadència, però el 1855 la meitat del país estava despoblat i no es va començar a recuperar fins després de la rebel·lio dels sipais del 1857-1858. La resta va estar sota administració del resident a Indore fins al 1854 i després d'agent de l'Índia Central amb un delegat amb seu a Mandleshwar; el 1861 fou cedit en plena sobirania als britànics i el 1864 fou incorporat com un districte a les Províncies Centrals. Però el 1867 fou retornat a Holkar a canvi de certes terres que el maharajà tenia al Dècan i altres llocs, i va formar la zila governada per un subah, i dividida en 11 parganes amb capitals a Barwaha, Bhikangaon, Chikalda, Kasrawad, Khargon, Lawani, Maheshwar, Mandleshwar, Sanawad, Sendhwa i Silu, cadascuna governada per un amin.